# Harthi, Gubbi
Harthi là một làng thuộc tehsil Gubbi, huyện Tumkur, bang Karnataka, Ấn Độ.